# Lịch sử Philippines
Lịch sử Philippines khác biệt nhiều mặt so với các quốc gia trong vùng Đông Nam Á, là nước duy nhất không bị ảnh hưởng bởi Phật giáo và Ấn giáo, Philippines ngày nay là quốc gia có đa số dân cư theo Công giáo. Trước thời thuộc địa ở Đông Nam Á, tại Philippines không có sự hình thành một nhà nước, không có những hệ tư tưởng ăn sâu vào xã hội hoặc các truyền thống lớn dẫn tới một hậu quả đáng kể là người dân Philippines đương thời thiếu một lịch sử cụ thể về thời kỳ tiền thuộc địa để từ đó họ có thể lấy cảm hứng và tạo ra những thần thoại dân tộc, chỉ có những mô thức về chủ nghĩa địa phương dưới sự kiểm soát của các đại gia đình kinh doanh bản xứ và mạng lưới họ hàng thân tộc.

## Thời sơ sử
Các nhà nghiên cứu cho rằng những người đầu tiên đến Philippines ít nhất cách đây 30.000 năm bởi một cây cầu đất tự nhiên kết nối quần đảo Philippines với lục địa châu Á. Các phát hiện khảo cổ cho thấy người Negritos định cư tại các đảo hơn 5.000 năm trước và sau đó có thêm người Nam Đảo từ Đài Loan đến.
Người ta biết rất ít về cơ cấu chính trị, xã hội và kinh tế của các đảo mà hiện nay là đất nước Philippines trước khi người Tây Ban Nha đến đây vào giữa thế kỷ 16. Các đảo này có dân cư thưa thớt, với tổ chức chính trị lấy cơ sở là làng và họ hàng thân thuộc. Mạng lưới mậu dịch được tổ chức tốt giữa các đảo và liên kết các đảo với mạng lưới rộng lớn hơn trong khu vực Đông Nam Á và đến tận Trung Hoa và Ấn Độ.
Trước thế kỷ 10 SCN, tại Philippines đã có nhiều cộng đồng biển ở các đảo trên toàn bộ quần đảo Philippines. Khu vực này đã được điểm xuyết bởi nhiều "barangay" bán tự trị (có thể hiểu là các làng thành bang). Các tổ chức xã hội và chính trị của người dân trong những hòn đảo rải rác phát triển thành một mô hình chung. Đơn vị cộng đồng cơ bản "barangay" là một nhóm quan hệ họ hàng do một "datu" đứng đầu. Xã hội bao gồm các nhà quý tộc, trong đó có "datu", người tự do, và một nhóm được mô tả bởi người Tây Ban Nha khi họ đến là người phụ thuộc. Người phụ thuộc bao gồm: người lao động nông nghiệp không có đất, những người đã mất đi tình trạng tự do vì nợ hay hình phạt cho tội phạm và nô lệ, hầu hết trong số đó dường như đã bị bắt giữ bởi chiến tranh.
Đạo Hồi là tôn giáo đầu tiên tác động vào cơ sở tín ngưỡng dân gian của người dân Philippines ở các đảo nhỏ phía nam, nơi tiếp giáp gần với vương quốc Hồi giáo Brunei được hình thành từ thế kỷ 15. Từ Brunei, đạo Hồi lan truyền lên đảo Sulu và hình thành nên Nhà nước Hồi giáo Sulu ở thế kỷ 15, từ đây đạo Hồi từng bước lan lên các đảo Mindanao thậm chí đến cả đảo Luzon. Tuy nhiên sự đặt chân đến Philippines của người Tây Ban Nha ở cuối thế kỷ 15, đã ngăn chặn ảnh hưởng của Hồi giáo lan khắp các đảo.
Trong triều Vijaya Sri (683 - 1377) đế quốc Majapahit (1293 - 1528), nhiều người nhập cư và thương nhân từ Sumatra, Java, bán đảo Mã Lai đến định cư ở Philippines.
Trong khoảng năm 900, hoàng gia của Tondo, nguồn gốc Ấn Độ đến định cư tại Vịnh Manila và đã xây dựng thương mại rất tích cực với các thương gia Trung Quốc ở các vùng biển của khu vực. Thương mại này sau đó đã được biến thành một tuyến đường buôn lậu, sau khi hạn chế thương mại nước ngoài tại Trung Quốc. Sự đóng góp quan trọng nhất của truyền thống Ấn Độ là ngôn ngữ tiếng Phạn, mà để lại dấu ấn trong các ngôn ngữ địa phương, đặc biệt là trong các câu chuyện sử thi.
Thời gian đầu tiên tiếp xúc trực tiếp của Trung Quốc với Philippines là năm 982. Vào thời điểm đó, thương nhân từ "Ma-i" (bây giờ là Mindoro) đưa sản phẩm của mình đến Quảng Châu. Điều này đã được ghi nhận bởi quan chép sử Sung Shih (nhà Tống). Tuy nhiên, nhiều nghiên cứu mới hơn cho rằng thực tế thương mại giữa Trung Quốc và các quốc gia nguyên thủy Philippines có thể bắt đầu sớm hơn nhiều.
Thời triều đại nhà Nguyên (1271 - 1368) và triều đại nhà Minh (1368 - 1662), thương mại phát triển mạnh mẽ giữa Philippines và Trung Quốc, dẫn đến việc thành lập một số khu định cư Trung Quốc ở trong nước. Ảnh hưởng của Trung Quốc có thể được nhìn thấy trong việc sử dụng đồ sứ và kim loại khác nhau như chì, bạc và thiếc. Ngoài việc giới thiệu rèn cày sắt, sản xuất pháo hoa và thuốc súng là do ảnh hưởng của Trung Quốc, cộng với một số tín ngưỡng và phong tục Trung Quốc được bảo tồn tới hôm nay.
Năm 1380, Makhdum Karim, nhà truyền giáo đạo Hồi đã đưa tôn giáo này tới quần đảo Philippines. Lần truyền bá sau của người Ả Rập, Mã Lai và Java truyền giáo đã giúp củng cố đức tin Hồi giáo của người Philippines, tuy vậy hầu hết trong số đó (trừ trường hợp ở miền Nam) sau này trở thành tín đồ Kitô giáo dưới chế độ thực dân Tây Ban Nha. Vương quốc Hồi giáo Sulu -vương quốc Hồi giáo lớn nhất trong quần đảo, bao phủ phần của Malaysia và Philippines. Nhà hoàng gia của Vương quốc Hồi giáo này tuyên bố gốc từ Tiên Tri Muhammad.
Khoảng 1405, thương nhân Sufi truyền bá Hồi giáo tới nửa phía nam của đảo Luzon và các đảo phía nam gần nó. Trong thời gian này, Nhật Bản thành lập một trạm buôn bán tại Aparri và duy trì một sự thống trị lỏng lẻo ở phía Bắc đảo Luzon.
Khoảng năm 1500 sau công nguyên, vương quốc Brunei tấn công vương quốc của Tondo và thành lập một thành phố mà ông đã đặt tên Selurong Malay (mà sau này sẽ trở thành thành phố Manila) trên bờ đối diện của sông Pasig. Các Rajahs (vua) truyền thống của Tondo, lod Lakandula, giữ lại danh hiệu của họ và tài sản của họ, nhưng không còn là quyền lực chính trị, mà thông qua nhà Soliman, các Rajahs Manila.
Ngay trong thế kỷ thứ 13, đạo Hồi và một số các tổ chức chính trị Hồi giáo đã được thành lập trong khu vực của quần đảo Philippines. Hồi giáo đã đạt được một số phát triển quan trọng với sự thành lập của Vương quốc Hồi giáo Sulu vào đầu thế kỷ 15 và ảnh hưởng vẫn có thể được nhìn thấy ngày hôm nay tại một số nơi trên đảo Mindanao.
Nhật Bản cũng để lại dấu ấn của mình ở Philippines tiền thuộc địa, họ truyền bá một số loại vũ khí và công cụ, cũng như vịt thuần hóa và cá nuôi sinh sản, phương pháp mà thực dân Tây Ban Nha được coi là cực kỳ tiên tiến và thậm chí trình độ cao hơn so với châu Âu.
Nguồn chính cho giai đoạn này trong lịch sử Philippines là thưa thớt, điều này giải thích lý do tại sao rất ít được biết đến. Tuy nhiên đó là, mặc nhiên công nhận rằng trong hơn 300 năm của thực dân Tây Ban Nha, chính quyền Tây Ban Nha ở Philippines đã xóa thành công thông qua đốt hoặc chôn lấp biên bản và tài liệu khác mà có thể thiết lập bằng chứng về quản lý trên nhiều các vương quốc nhỏ hiện nay và vương quốc Hồi giáo họ chinh phục. Điều này được chứng minh bằng bản đồng công nhận Công nhận Laguna viết trên tấm kim loại đồng. Dòng chữ viết bằng văn tự Kawi thể hiện sự tồn tại của một hệ thống chữ viết phát triển và cơ cấu của chính phủ trước sự xuất hiện của người Tây Ban Nha và thành lập tiếp theo của các thuộc địa Tây Ban Nha.

## Thời kỳ thống trị của Tây Ban Nha
- Bài chi tiết: Philippines dưới chế độ thuộc địa Tây Ban Nha

Nhà thám hiểm người Tây Ban Nha - Magellan chỉ huy một đoàn thám hiểm đặt chân đến Philippines vào đầu thế kỷ 16, ông đã bị giết chết tại đây trong cuộc giao tranh với một bộ tộc bản xứ. Các đoàn thám hiểm kế tiếp của Tây Ban Nha xuất phát từ México - một thuộc địa của Tây Ban Nha ở châu Mỹ được phái đến tây Thái Bình Dương, mãi đến năm 1564 các nhà cầm quyền của Mehico mới quyết định xâm chiếm các đảo Philippines. Có hai động cơ thúc đẩy người Tây Ban Nha đến đây: một là quyết định muốn truyền giáo và hai là khả năng mở các cảng buôn bán mới và mở rộng thương mại sang châu Á.
Nơi định cư đầu tiên của người Tây Ban Nha là đảo Cebu ở miền nam Philippines vào năm 1565, năm 1571 tổng hành dinh của Tây Ban Nha được chuyển về Manila, nơi sau nay là một trung tâm xuất nhập khẩu thu mua và phân phối hàng hoá do các thương gia người Hoa thống trị. Từ đây, bắt đầu hơn 300 năm ảnh hưởng của Tây Ban Nha ở Philippines, các đảo được đặt tên của thái tử Felipe của Tây Ban Nha và nhanh chóng trở thành tên Philippines.
Toàn quyền Tây Ban Nha ở Philippines:
1. Miguel López de Legazpi (1502 - 1572): 27 tháng 4 năm 1565_Ngày 20 tháng 8 năm 1572
2. Guido de Lavezaris: Ngày 20 tháng 8 năm 1572_25 Tháng 8, 1575
3. Francisco de Sande Picón (1540-1627): 25 Tháng 8, 1575 - Tháng 4 năm 1580
4. Gonzalo Ronquillo de Peñaloza (? - 1583): Tháng 4 năm 1580 - 10 Tháng 4, 1583
5. Diego Ronquillo: 10 Tháng 3 năm 1583 - 16 Tháng 5 năm 1584
6. Santiago de Vera: 16 tháng 5 năm 1584 - tháng 5 năm 1590
7. Gomez Pérez Dasmariñas y Ribadeneira (1519 - 1593): Ngày 01 tháng 6 năm 1590 - 25 tháng 10 năm 1593
8. Pedro de Rojas: Tháng Mười - Tháng 12 năm 1593 (40 ngày)
9. Luis Pérez Dasmariñas: 03 tháng 12 năm 1593 - 14 tháng 7 năm 1596
10. Francisco de Tello de Guzmán (? - 1603): 4 tháng 7, 1596 - Tháng 5 năm 1602
11. Pedro Bravo de Acuña (? - qua đời ngày 24 tháng 6 1606): Tháng 5 năm 1602 - 24 tháng 6 năm 1606
12. Cristóbal Téllez de Almanza: 24 Tháng Sáu năm 1606_15 tháng 6 năm 1608
13. Bá tước của Valle de Orizaba, Rodrigo de Vivero y Aberrucia (1534 -1636): 15 tháng 6 năm 1608 - Tháng 4 năm 1609
14. Juan de Silva (? - 19 Tháng Tư, 1616, Malacca): Tháng 4 năm 1609_19 Tháng Tư 1616
15. Andrés Alcaraz: 19 Tháng Tư năm 1616 - ngày 03 tháng 7 năm 1618
16. Don Alonso Fajardo de Entenza y de Guevara, Córdoba y Velasco, Hiệp sĩ của Alcantara, Chúa của Espinardo (? - mất tháng 7 năm 1624): 3 tháng 7 năm 1618 _ tháng 7 năm 1624
17. Jeronimo de Silva: Tháng 7 năm 1624_Tháng 6 năm 1625
18. Fernando de Silva: Tháng 7 năm 1625 _ 28 Tháng 6 năm 1626
19. Juan Niño de Tabora (? - qua đời ngày 22 tháng 7 năm 1632): 29 Tháng Sáu, 1626 - ngày 22 Tháng Bảy 1632
20. Lorenzo de Olaza: 22 tháng 7 năm 1632 - 1633
21. Juan Cerezo de Salamanca: 29 Tháng Tám 1633_25 tháng 6 năm 1635
22. Sebastián Hurtado de Corcuera (? - 12 tháng Tám, 1660): 25 tháng 6 năm 1635_11 Tháng Tám năm 1644
23. Diego Fajardo Chacon: 11 tháng 8 năm 1644 đến 25 Tháng Bảy, 1653
24. Sabiniano Manrique de Lara: 25 tháng 7 năm 1653 - 08 tháng 9 năm 1663
25. Diego de Salcedo: Ngày 08 tháng 9 năm 1663_ 28 tháng 9 năm 1668
26. Juan Manuel de la Peña Bonifaz (chết năm 1669): 28 tháng 9 năm 1668 - 24 tháng 9 năm 1669
27. Manuel de León: Ngày 24 tháng 9 năm 1669_Ngày 21 tháng 9 năm 1677
28. Francisco Coloma: Ngày 21 tháng 9 năm 1677
29. Francisco Sotomayor y Mansilla: Ngày 21 tháng 9 năm 1677_28 tháng 9 1678
30. Juan de Vargas y Hurtado: 28 tháng 9 năm 1678_Ngày 24 tháng 8 năm 1684
31. Gabriel de Curuzealegui y Arriola: Ngày 24 tháng 8 năm 1684_tháng tư năm 1689
32. Alonso de Avila Fuertes: Tháng tư năm 1689_Tháng 7 năm 1690
33. Fausto Cruzat y Gongora: 25 Tháng 7, 1690_08 Tháng 12 năm 1701
34. Domingo Zabálburu de Echevarri: 08 Tháng 12 năm 1701_25 tháng 8 năm 1709
35. Martín de Urzua y Arismendi: 25 tháng 8 năm 1709_04 tháng 2 năm 1715
36. Jose Torralba: 04 tháng 2 năm 1715_09 tháng 8 năm 1717
37. Fernando Manuel de Bustillo Bustamante y Rueda:09 tháng 8 năm 1717_11 Tháng 10 năm 1719
38. Đức Tổng Giám mục Francisco de la Cuesta: 11 Tháng 10 năm 1719_Ngày 06 tháng 8 năm 1721
39. Toribio José Cosio y Campo: Ngày 06 tháng 8 năm 1721_14 tháng 8 năm 1729
40. Fernando Valdés y Tamon: 14 tháng 8 năm 1729_Tháng 7 năm 1739
41. Gaspar de la Torre: Tháng 7 năm 1739_21 tháng 9 năm 1745
42. Đức Tổng Giám mục Juan Arrechederra: 21 tháng 9 năm 1745_Ngày 20 tháng 7 năm 1750
43. Francisco José de Ovando y Solis rol de La Cerda, Hầu tước thứ nhất của Brindisi(1693 - 1755): Ngày 20 tháng 7 năm 1750_Tháng Bảy 26, 1754
44. Pedro Manuel de Arandia Santisteban (1699 - 1759): Tháng Bảy 26, 1754_1759
45. Miguel Lino de Ezpeleta (1701 - 1771):Tháng 6 năm 1759_31 tháng năm 1761

Anh chiếm đóng: 1761_1763
1. Đức Tổng Giám mục Manuel Rojo del Rio y Vieyra (1708 - 1764): Tháng Bảy 1761_ 06 Tháng Mười 1762
2. Simón de Anda y Salazar: 06 Tháng Mười 1762_Ngày 10 tháng 2 năm 1764
3. Dawsonne Drake: 2 tháng 11 năm 1762_Ngày 31 tháng 5 năm 1764

Chính quyền thuộc địa Tây Ban Nha
1. Francisco Javier de la Torre:17 Tháng Ba 1764_Ngày 06 tháng 7 năm 1765
2. José Antonio Raon y Gutiérrez: Ngày 06 tháng 7 năm 1765_Tháng 7 năm 1770
3. Simón de Anda y Salazar (1701 - 1776): Tháng 7 năm 1770_30 tháng 10 năm 1776
4. Pedro de Sarrio: 30 tháng 10 năm 1776_Tháng 7 năm 1778
5. José Basco y Vargas, Bá tước thứ nhất của quần đảo Batanes (1733 - 1805): Tháng 7 năm 1778_22 Tháng 9, 1787
6. Pedro de Sarrio: 22 Tháng 9, 1787_1 tháng 7 năm 1788
7. Félix Berenguer de Marquina (1736 - 1826): 1 tháng 7 năm 1788_Ngày 01 tháng 9 năm 1793
8. Rafael María de Aguilar y Ponce de León: Ngày 01 tháng 9 năm 1793_07 tháng 8 năm 1806
9. Mariano Fernández de Folgueras: 07 tháng 8 năm 1806_04 tháng 3 năm 1810
10. Manuel Gonzalez de Aguilar: 04 tháng 3 năm 1810_04 Tháng Chín năm 1813
11. José Gardoqui Jaraveitia: 04 Tháng Chín năm 1813_10 tháng 12 năm 1816
12. Mariano Fernández de Folgueras: 10 tháng 12 năm 1816_30 tháng 10 năm 1822
13. Juan Antonio Martínez: 30 tháng 10 năm 1822_14 Tháng 10, 1825
14. Mariano Ricafort Palacín y Abarca: 14 Tháng 10, 1825_Ngày 23 tháng 12 năm 1830
15. Pasqual Enrile y Alcedo (1772-1836): Ngày 23 tháng 12 năm 1830_01 tháng 3 năm 1835
16. Gabriel de Torres: 01 tháng 3 năm 1835_23 Tháng Tư, 1835
17. Joaquín de Cramer: 23 Tháng Tư, 1835_09 tháng 9 năm 1835
18. Pedro Antonio Salazar Castillo y Varona: 09 tháng 9 năm 1835_27 tháng 8 năm 1837
19. Andrés García Camba: 27 tháng 8 năm 1837_Ngày 29 tháng 12 năm 1838
20. Luis Lardizábal: Ngày 29 tháng 12 năm 1838_14 tháng 2 năm 1841
21. Marcelino de Oraá Lecumberri (1788-1851): 14 tháng 2 năm 1841_Ngày 17 tháng 6 năm 1843
22. Francisco de Paula Alcalá de la Torre: Ngày 17 tháng 6 năm 1843_16 tháng 7 năm 1844
23. Narciso Clavería y Zaldúa (1795-1851): 16 tháng 7 năm 1844_26 tháng 12 năm 1849
24. Antonio María Blanco: 26 tháng 12 năm 1849_29 tháng 7 năm 1850
25. Antonio de Urbistondo y Eguía: 29 tháng 7 năm 1850_20 Tháng 12, 1853
26. Ramón Montero y Blandino: 20 Tháng 12, 1853_02 Tháng Hai năm 1854
27. Manuel Pavia y Lacy, Tử tước thứ nhất của Novaliches (1814 - 1896): 02 Tháng Hai năm 1854_28 tháng 10 năm 1854
28. Ramón Montero y Blandino: 28 tháng 10 năm 1854_20 Tháng 11, 1854
29. Manuel Crespo y Cebrían: 20 Tháng 11, 1854_05 tháng 12 năm 1856
30. Ramón Montero y Blandino: 05 tháng 12 năm 1856_09 tháng 3 năm 1857
31. Fernando Norzagaray y Escudero: 09 tháng 3 năm 1857_12 Tháng Một, 1860
32. Ramón María Solano y Llanderal: 12 Tháng Một, 1860_29 tháng 8 năm 1860
33. Juan Herrera Dávila: 29 tháng 8 năm 1860_02 tháng 2 năm 1861
34. José Lemery e Ibarrola Ney y González: 02 tháng 2 năm 1861_07 tháng 7 năm 1862
35. Salvador Valdés: 07 tháng 7 năm 1862_09 Tháng 7 năm 1862
36. Rafael de Echagüe y Bermingham: 09 Tháng 7 năm 1862_24 tháng ba, 1865
37. Joaquín del Solar e Ibáñez: 24 tháng ba, 1865-25 tháng 4 năm 1865
38. Juan de Lara e Irigoyen: 25 tháng 4 năm 1865_13 Tháng Bảy, 1866
39. José Laureano y Sanz de Posse: 13 Tháng Bảy, 1866_21 tháng 9 năm 1866
40. Juan Antonio Osorio: 21 tháng 9 năm 1866_27 Tháng Chín, 1866
41. Joaquín del Solar e Ibáñez: 27 Tháng Chín 1866_Ngày 26 tháng 10 năm 1866
42. José de la Gandara y Navarro: Ngày 26 tháng 10 năm 1866_07 tháng 6 năm 1869
43. Manuel Maldonado: 07 tháng 6 năm 1869_23 Tháng 6, 1869
44. Carlos María de la Torre y Nava Cerrada: 23 Tháng 6, 1869_04 Tháng 4 1871
45. Rafael de Izquierdo y Gutierrez: 04 Tháng 4 1871_Ngày 08 tháng 1 năm 1873
46. Manuel MacCrohon: Ngày 08 tháng 1 năm 1873_Ngày 24 tháng 1 năm 1873
47. Juan Alaminos y Vivar: Ngày 24 tháng 1 năm 1873_17 Tháng 3, 1874
48. Manuel Blanco Valderrama: 17 Tháng 3 1874_18 tháng 6 năm 1874
49. José Malcampo y Monje: 18 tháng 6 năm 1874_28 tháng 2 năm 1877
50. Domingo Moriones y Murillo: 28 tháng 2 năm 1877_Ngày 20 tháng 3 năm 1880
51. Rafael Rodríguez Arias: Ngày 20 tháng 3 năm 1880_15 Tháng Tư, 1880
52. Fernando Primo de Rivera: 15 Tháng Tư, 1880_Ngày 10 tháng 3 năm 1883
53. Emilio Molíns: Ngày 10 tháng 3 năm 1883_07 Tháng 4, 1883
54. Joaquín Jovellar: 07 Tháng 4, 1883_01 Tháng 4, 1885
55. Emilio Molíns: 01 Tháng 4, 1885_Ngày 4 tháng 4 năm 1885
56. Emilio Terrero y Perinat: Ngày 4 tháng 4 năm 1885_1888
57. Antonio Molto: 1888
58. Federico Lobaton: 1888
59. Valeriano Wéyler: 1888_1891
60. Eulogio Despujol: 1891_1893
61. Federico Ochando: 1893
62. Ramón Blanco: 1893_Ngày 13 tháng 12 năm 1896
63. Camilo Polavieja:Ngày 13 tháng 12 năm 1896_Tháng Tư 15, 1897
64. José de Lachambre: Tháng Tư 15, 1897_Ngày 23 tháng 4 năm 1897
65. Fernando Primo de Rivera: Ngày 23 tháng 4 năm 1897_11 tháng 4 năm 1898
66. Basilio Augustin: 11 tháng 4 năm 1898_Ngày 24 tháng 7 năm 1898
67. Fermín Jáudenes: Ngày 24 tháng 7 năm 1898_13 tháng 8 năm 1898
68. Francisco Rizzo: 13 tháng 8 năm 1898_Tháng 9 năm 1898
69. Diego de los Rios: Tháng 9 năm 1898_03 tháng 6 năm 1899
70. Nicolás Jaramillo: 03 tháng 6 năm 1899_10 Tháng 12 năm 1898

Toàn quyền Mỹ ở Philippines:
1. Wesley Merritt (1836 - 1910): 13 tháng 8 năm 1898_Ngày 29 tháng 8 năm 1898
2. Elwell Stephen Otis (1838 - 1909): 28 Tháng Tám 1898 - 5 tháng 5 năm 1900
3. Arthur MacArthur, Jr. (1845 - 1912): 5 tháng 5 năm 1900– 4 tháng 7 năm 1901
4. William Howard Taft (1857 - 1930): 4 Tháng Bảy 1901 - ngày 1 tháng 2 năm 1903
5. Luke Edward Wright (1846 - 1922): 1 tháng 2 năm 1904 - ngày 01 tháng 4 năm 1906
6. Henry Clay Ide (1844 - 1921): 3 tháng 11 năm 1905_19 Tháng Chín, 1906
7. James Francis Smith (1859 - 1928): 20 tháng 9 năm 1906_11 tháng 11 năm 1909
8. William Cameron Forbes (1870 - 1909): 11 tháng 11 năm 1909_Ngày 01 tháng 9 năm 1913
9. Newton Whiting Gilbert (1862-1939) (quyền): Ngày 01 tháng 9 năm 1913_06 tháng 10 năm 1913
10. Francis Burton Harrison (1873 - 1957): 06 tháng 10 năm 1913_05 Tháng 3 năm 1921
11. Charles Emmett Yeater (quyền) (1861 - 1943): 05 Tháng 3 năm 1921_Ngày 14 tháng 10 năm 1921
12. Leonard Wood (1860 - 1927): Ngày 14 tháng 10 năm 1921_7 tháng 8 năm 1927
13. Eugene Allen Gilmore (quyền) (1871 - 1953): 7 tháng 8 năm 1927_27 tháng mười hai, 1927
14. Henry Lewis Stimson (1867 - 1950): 27 tháng mười hai, 1927_Ngày 23 tháng 2 năm 1929
15. Eugene Allen Gilmore (quyền): Ngày 23 tháng 2 năm 1929_08 tháng 7 năm 1929
16. Dwight Filley Davis (1879 - 1945): 08 tháng 7 năm 1929_09 Tháng 1, 1932
17. George Charles Butte (1877 - 1940) (quyền): 09 Tháng 1, 1932_29 tháng 2 năm 1932
18. Theodore D. Roosevelt, Jr. (1887 - 1944): 29 tháng 2 năm 1932_15 tháng 7 năm 1933
19. William Frank Murphy (1890 - 1949): 15 tháng 7 năm 1933_14 Tháng 11 1935
20. Paul Vories McNutt (1891 - 1955): 1937 - 1939
21. Francis Bowes Sayre (1885 - 1972): 1939 - 1942
22. Paul Vories McNutt: 1945 - 1946

Cao ủy Nhật:
1. Masaharu Homma: 03 tháng 1 năm 1942_8 Tháng Sáu, 1942
2. Shizuichi Tanaka: 8 Tháng Sáu, 1942_28 Tháng Năm 1943
3. Shigenori Kuroda: 28 Tháng Năm 1943_26 Tháng Chín, 1944
4. Tomoyuki Yamashita: 26 Tháng Chín, 1944_06 tháng 10 năm 1945

## Phong trào giải phóng dân tộc

### Cách mạng Philippines và Đệ nhất cộng hòa
Các cuộc cách mạng Philippines (1896-1898), là giai đoạn cuối cùng của phong trào giải phóng dân tộc Philippin chống thực dân Tây Ban Nha nhưng là khởi nguồn cho phong trào chống đế quốc Mỹ, kẻ hất cẳng Tây Ban Nha để nô dịch Philippines.
Cách mạng Philippines bắt đầu vào tháng 8 năm 1896, khi phát hiện tổ chức chống thực dân bí mật Katipunan bởi các nhà chức trách Tây Ban Nha. Các Katipunan, do Andrés Bonifacio lãnh đạo, là một phong trào lan rộng khắp nhiều các hòn đảo Philippines, mục tiêu là giành độc lập thông qua một cuộc nổi dậy vũ trang. Trong một cuộc tập hợp quần chúng ở Caloocan, các nhà lãnh đạo tổ chức thành một chính quyền cách mạng và công khai tuyên bố một cuộc cách mạng vũ trang trên toàn quốc. Bonifacio kêu gọi một cuộc tấn công phối hợp đồng thời vào thủ đô Manila. Cuộc tấn công này đã thất bại, nhưng các tỉnh lân cận cũng nổi dậy. Đặc biệt, quân nổi dậy ở Cavite do Emilio Aguinaldo giành chiến thắng. Một cuộc đấu tranh quyền lực giữa những người cách mạng dẫn đến Bonifacio mất quyền năm 1897, với sự chuyển sang Aguinaldo người đứng đầu chính quyền cách mạng mới của mình. Năm đó, một thỏa thuận ngừng bắn với người Tây Ban Nha đã đạt được gọi là Hiệp ước Biak-na-Bato, Aguinaldo bị lưu đày đến Hồng Kông. Xung đột, mặc dù giảm, không bao giờ thực sự chấm dứt.
Ngày 21 tháng 4 năm 1898, Hoa Kỳ bắt đầu một cuộc phong tỏa hải quân Cuba, hành động quân sự đầu tiên của cuộc chiến tranh Tây Ban Nha-Mỹ. Hải quân Mỹ do Commodore George Dewey chỉ huy quyết đánh bại hải quân Tây Ban Nha trong trận vịnh Manila, thu giữ quyền kiểm soát Manila có hiệu quả. Ngày 19 tháng 5, Aguinaldo, không chính thức liên minh với Mỹ, trở lại Philippines và tiếp tục chiến đấu chống lại người Tây Ban Nha. Vào tháng 6, các chiến sĩ đã giành được quyền kiểm soát gần như toàn bộ Philippines với sự ngoại lệ của Manila. Vào ngày 12, Aguinaldo ban hành các Tuyên bố Philippines Độc lập và Đệ Nhất Cộng hòa Philippines được thành lập.
Thực dân Tây Ban Nha chính thức kết thúc thống trị với Hiệp ước Paris năm 1898, hiệp ước kết thúc cuộc chiến tranh Tây Ban Nha-Mỹ. Tây Ban Nha nhượng lại Philippines và vùng lãnh thổ khác cho Mỹ. Manila bị các lực lượng Mỹ kiểm soát.
Ngày 4 tháng 2 năm 1899, trận Manila đã nổ ra giữa các lực lượng Philippines và Mỹ, bắt đầu chiến tranh Philippines-Mỹ. Aguinaldo nói: "hòa bình và quan hệ thân thiện với Mỹ bị phá vỡ và sau này sẽ là kẻ thù". Tháng 6 năm 1899, Đệ Nhất Cộng hòa Philippines ra đời chính thức tuyên chiến với Mỹ.